# Pierre Sprecher
Pierre Maurice Louis Sprecher (* 9. November 1921 in Amiens; † 7. November 2003 in Chambéry) war ein französischer Zehnkämpfer und Speerwerfer.
Bei den Europameisterschaften 1946 in Oslo wurde er Fünfter im Zehnkampf und scheiterte im Speerwurf in der Qualifikation.
1948 kam er bei den Olympischen Spielen in London im Zehnkampf auf den 14. Platz und schied im Speerwurf in der Qualifikation aus.
Bei den Europameisterschaften 1950 in Brüssel wurde er Zehnter im Zehnkampf.
Je zweimal wurde er Französischer Meister im Speerwurf (1942, 1950) und im Zehnkampf (1946, 1950).

## Persönliche Bestleistungen
- Speerwurf: 61,28 m, 1948
- Zehnkampf: 6496 Punkte, 24. August 1946, Oslo